# Goodyera vittata
Goodyera vittata är en orkidéart som först beskrevs av John Lindley, och fick sitt nu gällande namn av George Bentham och Joseph Dalton Hooker. Goodyera vittata ingår i släktet knärötter, och familjen orkidéer. Inga underarter finns listade i Catalogue of Life.